# منجل (روستا)
منجل به عربی ( المِنجلَ)، روستایی در عزلهٔ (بنی قیس خیاب)، در ناحیهٔ (یریم)، در وادی الشرقی، از توابع استان لَحِج در کشور یمن در شبه جزیره عربستان است.

## جمعیت
جمعیت آن (۹۷۵) نفر (۱۹ خانوار) می‌باشد.